# 巴里島 (法利埃海岸)
巴里島（英語：Barry Island），是南極洲的島嶼，位於葛拉漢地西岸的法利埃海岸，屬於德貝納姆群島的一部分，長0.34公里、寬0.25公里，由英國探險隊測量，現時由南極條約體系管理。